# Улитенко, Александр Иванович
Улитенко Александр Иванович — доктор технических наук (2010), доцент, профессор кафедры промышленной электроники Рязанского государственного радиотехнического университета, автор более сотни научных работ и 4 патентов РФ на изобретения. Докторская диссертация по теме «Принципы построения высокоэффективных систем охлаждения электронных приборов».

## Биография
Родился 3 сентября 1949 года в с. Спиридонова Буда, Брянская область. Отец: Улитенко Иван Степанович — директор общеобразовательной школы. Мать: Улитенко (Ратушная) Валентина Ильинична — фельдшер. Александр с детства увлекался физикой и конструированием, например, с легкостью мог собрать самодельное радио или проигрыватель. После окончания средней школы (п. Алтухово), переехал в г. Рязань и поступил в Рязанский радиотехнический институт. 1973 года — окончание университета по специальности «Электронные приборы». С 1973 по 1975 служил в должности старшего лейтенанта- инженера в ВЧ 3315. В 1975 году был зачислен в штат Отраслевой лаборатории при кафедре ЭВТ РРТИ, где работал в должности инженера, старшего инженера, младшего и старшего научного сотрудника. Защитил кандидатскую диссертацию в 1988 году. С 1989 по 2010 год работал на кафедре общей и экспериментальной физики в должности доцента. В январе 2010 года защитил диссертацию на соискание ученой степени доктора технических наук. С 2010 по 2019 год работал на кафедре «Промышленная электроника» в должности профессора. В рамках научной деятельности сотрудничал с коллегами из Московского авиационного института и Рязанского медицинского университета  разрабатывая специальные приборы и делая расчеты, которые можно было бы применять в исследованиях и на практике. Так совместно с учёными-стоматологами его исследования по теплотехнике привели к разработке способа и прибора для сравнения долговечности и прочности различных пломбировочных материалов. Также Александр Иванович разрабатывал и проводил исследования по определению упругости биологических тканей. Был сконструирован и успешно применён прибор и метод определения упругости биологических тканей. Скончался 16 декабря 2019 года.
| Наименование | Выходные данные                                                                      | Соавторы                                      |
| --- | ------------------------------------------------------------------------------------ | --------------------------------------------- |
| Тепловая труба | Авторское свидетельство SU 1108323 A1, 15.08.1984. Заявка № 3549878 от 07.02.1983.   | Соколовский Э.И. Степанов В.А. Прадед В.В.    |
| Устройство измерения потенциала поверхности холодного катода газоразрядного прибора                                                            | Авторское свидетельство SU 1780124 A1, 07.12.1992. Заявка № 4865189 от 12.07.1990    | Соколовский Э.И. Крютченко О.Н. Маннанов А.Ф. |
| Способ охлаждения молока и устройство для его осуществления                                                                                    | Патент на изобретение RU 2160986 C2, 27.12.2000. Заявка № 99103143/13 от 16.02.1999. |                                               |
| Устройство для охлаждения молока | Патент РФ № 2344593, опубл. 27.01.2009, Бюл. № 3                                     | Фефелов А. А.                                 |
| Способ определения точности соединения стоматологического восстановительного материала с твердыми тканями зуба и устройство для его реализации | Патент № 2489112 РФ. Открытия. Изобретения — 2013. Бюл. № 22                         | Глухова Е. А. Морозова С. И.                  |
| Гибкая контурная тепловая труба | Патент на полезную модель № 137356 РФ. Открытия. Изобретения — 2014. Бюл. № 4        | Климаков В. В. Чиркин М. В. Молчанов А.В      |
| Тепловая труба и теплопередающая панель | Патент на полезную модель № 151015, РФ.Открытия. Изобретения — 2015. Бюл. № 8        | Климаков В. В. Чиркин М. В. Молчанов А.В      |
| Способ определения упругости биологических тканей                                                                                              | Патент РФ № 2670434 Заявлено 21.06.2016г. Опубликовано 23.10.2018г. Бюл. № 30.       | Стрелков А.Н. Улитенко А.И.                   |